# 肯尼思市 (佛罗里达州)
肯尼思市（英語：Kenneth City），是美国佛罗里达州皮尼拉斯縣下属的一座城镇。建立于1957年。面积约为1.9平方公里（约合0.7平方英里）。根据2010年美国人口普查，该市有人口4,347人。论人口在本州排行第223。